# Municipio de Lyndon (Míchigan)

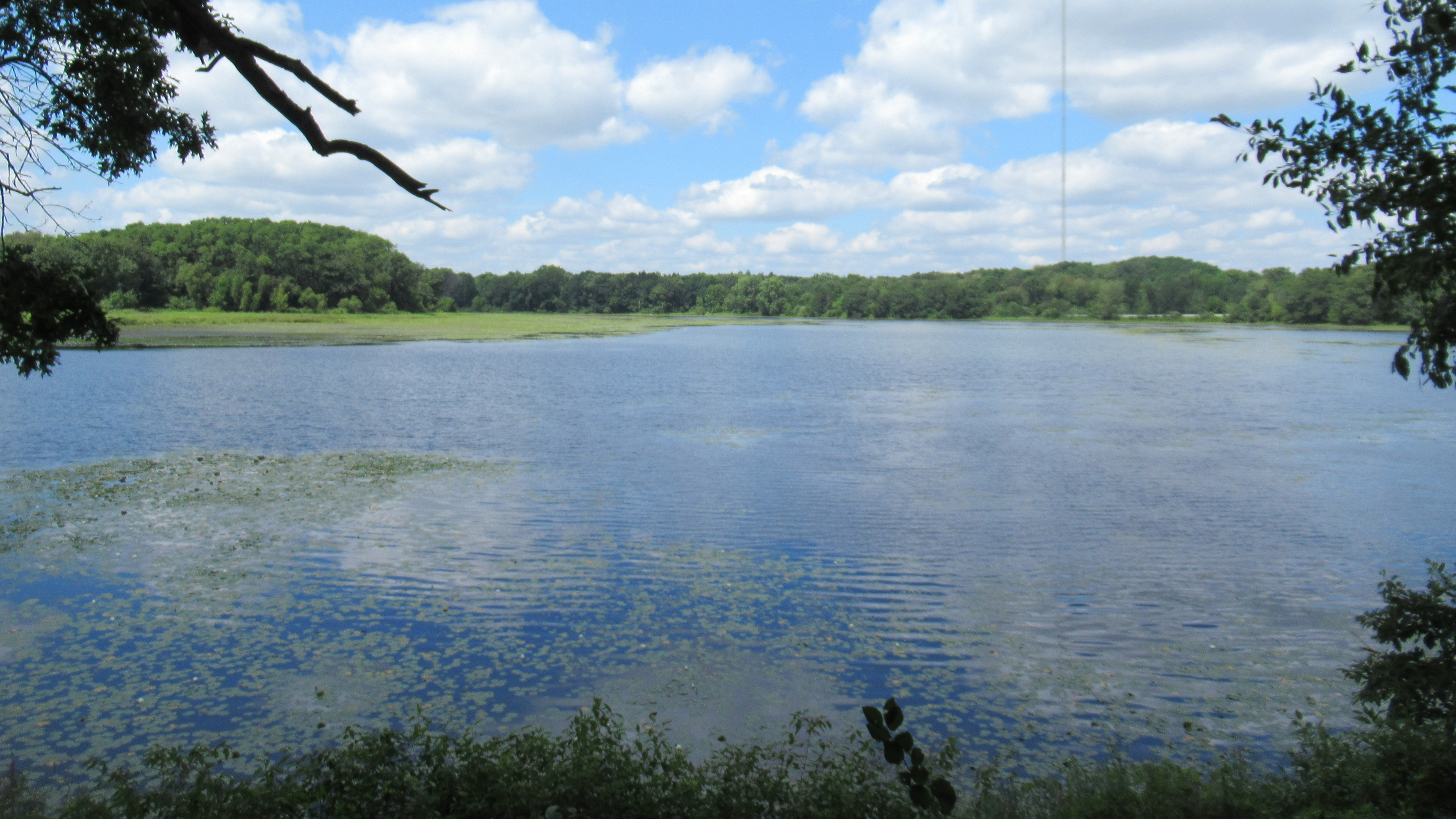
Green Lake

El municipio de Lyndon (en inglés, Lyndon Township) es un municipio del condado de Washtenaw,Míchigan, Estados Unidos. Tiene una población estimada, a mediados de 2022, de 2638 habitantes.

## Geografía
Está ubicado en las coordenadas 42°23′14″N 84°4′37″O / 42.38722, -84.07694. Según la Oficina del Censo de los Estados Unidos, tiene una superficie total de 90.16 km², de la cual 82.90 km² corresponden a tierra firme y 7.96 km² están cubiertos de agua.

## Demografía
Según el censo de 2020, en ese momento había 2656 personas residiendo en la zona. La densidad de población era de 32.0 hab./km². El 89.3 % de los habitantes eran blancos, el 2.7 % eran afroamericanos, el 0.3 % eran amerindios, el 0.6 % eran asiáticos, el 0.7 % eran de otras razas y el 6.4 % eran de una mezcla de razas. Del total de la población, el 2.4 % eran hispanos o latinos de cualquier raza.